# Aurélie Revillet
Aurélie Revillet (13 februari 1986) is een Frans voormalig alpineskiester.

## Biografie
Revillet maakte haar debuut in de wereldbeker op de afdaling in Val-d'Isère in december 2006. Op de Olympische Winterspelen 2010 in Vancouver was een zeventiende plaats op de afdaling haar beste resultaat.

## Resultaten

### Titels
- Frans kampioene afdaling - 2006, 2009, 2010

### Wereldkampioenschappen
| Jaar | Plaats                 | Resultaten                        |
| ---- | ---------------------- | --------------------------------- |
| 2009 | Val d'Isère            | 12e Afdaling 24e Super G          |
| 2011 | Garmisch-Partenkirchen | 26e Afdaling DNS2 Supercombinatie |

### Olympische Spelen
| Jaar | Plaats    | Resultaten               |
| ---- | --------- | ------------------------ |
| 2010 | Vancouver | 17e Afdaling 22e Super G |

### Wereldbeker

#### Eindklasseringen
| Seizoen   | Algm | AD  | SG  | SC  |
| --------- | ---- | --- | --- | --- |
| 2006/2007 | 125e | 52e | -   | 47e |
| 2007/2008 | 67e  | 33e | 43e | 30e |
| 2008/2009 | 52e  | 17e | 39e | -   |
| 2009/2010 | 51e  | 12e | 39e | -   |
| 2010/2011 | 68e  | 24e | -   | -   |
| 2011/2012 | 65e  | 21e | -   | -   |